# NGC 801
NGC 801 é uma galáxia espiral (Sc) localizada na direcção da constelação de Andromeda. Possui uma declinação de +38° 15' 34" e uma ascensão recta de 2 horas, 3 minutos e 44,9 segundos.
A galáxia NGC 801 foi descoberta em 20 de Setembro de 1885 por Lewis A. Swift.